# 2 Girls 1 Cup
Pour plus de détails, voir Fiche technique et Distribution.
2 Girls 1 Cup (en français : 2 Filles 1 Tasse) est le nom non officiel de la bande annonce de Hungry Bitches  (en français : Salopes affamées), un film brésilien porno-scatophile produit en 2007 par MFX Media. 

## Origine
La vidéo a été produite par Marco Fiorito, un Brésilien de 36 ans qui se décrit comme un « fétichiste compulsif ». Fiorito produisait à l'origine des vidéos exploitant le fétichisme pour les pieds, mais a évolué vers la coprophagie. Le film a été produit par MFX Video, une entreprise tenue par Fiorito. Les autorités américaines ont dénoté les films de Fiorito comme étant choquants et ont engagé des poursuites contre Danilo Croce, un avocat brésilien vivant en Floride et ayant distribué les films de Fiorito aux États-Unis. Fiorito a affirmé qu’il ne savait nullement que ces films étaient illégaux sur le sol américain. 

## Bande-annonce
Une bande-annonce du film, d'une durée de 65 secondes, a été publiée sur le web. Celle-ci met en vedette deux jeunes femmes dans une relation fétichiste, déféquant dans une tasse, puis mangeant à tour de rôle leurs matières fécales et vomissant chacune dans la bouche de l'autre. Lovers Theme d'Hervé Roy est jouée durant cette bande-annonce.
À partir de mi-octobre 2007, des sites de partages de vidéos, tels que YouTube ou Dailymotion, ont vu arriver des vidéos titrées 2 Girls 1 Cup dans lesquelles les internautes filmaient les réactions de leurs amis lorsqu'ils regardaient la bande-annonce du film. Cette idée de filmer les réactions d'autrui à quelque chose de choquant s'est étendue à d'autres vidéos par la suite.

### Parodies
- Un court-métrage intitulé 2 Guys 1 Cup est tourné dans lequel le comédien et chanteur John Mayer savoure avec un ami un cornet de glace[3],[4].
- Le blogueur mondain Perez Hilton a aussi posté sur YouTube sa propre parodie, 1 Guy 1 Jar[1].
- L'humoriste canadien Jon Lajoie a aussi interprété sur internet une chanson parodique[5].
- Une version parodique des réactions filmées met en vedette la grenouille Kermit.